# Estêvão (filho de Calomaria)
Estêvão (em grego: Στέφανος; fl. 886–921) foi um oficial bizantino dos séculos IX e X, ativo durante o reinado dos imperadores Leão VI, o Sábio (r. 886–912), Alexandre (r. 912–913) e Constantino VII Porfirogênito (r. 913–959). Era um parente da imperatriz Teodora (r. 830–842).

## Biografia

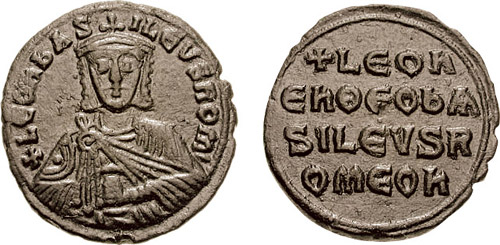
Fólis de r.

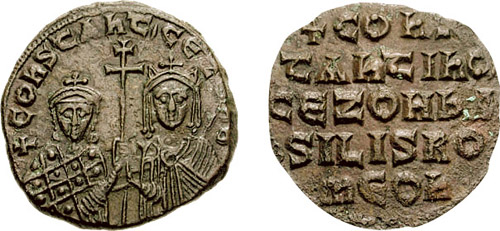
Fólis de r. com sua mãe Zoé Carbonopsina r.

Nas fontes bizantinas, ele é comumente referido como "Estêvão, o magistro, o filho de Calomaria" (Στέφανος ὁ μάγιστρος ὁ τῆς Καλομαρίας), fazendo-o filho de Maria, a irmã da imperatriz Teodora (r. 830–842), a esposa do imperador Teófilo (r. 829–842) e regente de Miguel III, o Ébrio (r. 842–867). Ele é mencionado pela primeira vez em 886, no começo do reinado de Leão VI, o Sábio (r. 886–912), quando recebeu a missão, ao lado do doméstico das escolas André, o Cita, de coordenar as investigações acerca das acusações de traição desferidas contra o patriarca Fócio e Teodoro Santabareno. Como André, Estêvão tinha sido um membro da corte sob o pai de Leão, Basílio I, o Macedônio (r. 867–886), mas pelo fim do reinado dele aparentemente pertenceu ao grupo de apoiantes de Leão, que em 883 foram acusados de conspirar contra Basílio. Sua carreira antes de 886 é desconhecida, mas em seu selo, datado para ca. 913-922, são relatados os postos que ele sucessivamente manteve: protoespatário imperial, patrício e antípato.
Estêvão não é mencionado novamente durante boa parte do reinado de Leão, mas provavelmente manteve seu título de magistro durante todo esse tempo. Sua próxima atestação ocorre em 908 em um ato de adjudicação a respeito do Mosteiro de Colobo, próximo ao Monte Atos, como um membro do comitê examinador do caso. Em 910, foi o receptor de uma carta do diplomata Leão Querosfactes, na qual o último solicitava que Estêvão intercedesse com o imperador de modo a assegurar seu retorno do exílio. Em junho de 913, ele foi nomeado pelo irmão e sucessor de Leão,  Alexandre (r. 912–913), como um dos sete guardiões do jovem Constantino VII Porfirogênito (r. 913–959), ao lado do patriarca Nicolau Místico, o magistro João Eladas, o reitor João Lazanes, e os obscuros Eutímio e os escudeiros de Alexandre, Basilitzes e Gabrielópulo. Nesta posição, participou na recepção dos filhos do imperador búlgaro Simeão I (r. 893–927) no Palácio de Blaquerna em agosto de 913, ao lado do Nicolau Místico e João Eladas.

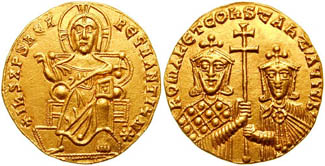
Soldo de r. e Constantino VII Porfirogênito r.

Ele permaneceu numa posição elevada sob a regência da imperatriz-viúva Zoé Carbonopsina (r. 914–919), e por 917 foi capaz, ao lado de Constantino Gongila, de interceder e salvar o almirante Romano Lecapeno de ser cegado por fracassar na assistência ao exército terrestre durante a desastrosa batalha de Anquíalo contra os búlgaros. Sua alta posição tornou-se evidente pelo fato de que em 919, quando Zoé foi deposta da regência por Constantino VII com o apoio de Lecapeno, o jovem imperador procurou o reconhecimento de Estêvão e Nicolau Místico. Estêvão foi incapaz, contudo, de evitar Lecapeno de organizar um golpe em 25 de março de 919: como a frota imperial, liderada por Lecapeno, velejou para o porto de Bucoleão, Estêvão fugiu do palácio. Romano Lecapeno foi imediatamente nomeado magistro e grande heteriarca.
Lecapeno rapidamente se mexeu para consolidar sua posição: em abril de 919, sua filha Helena foi casada com Constantino VII, e Lecapeno assumiu o novo título de basileopátor; em 24 de setembro, ele foi nomeado césar; e em 17 de dezembro, Romano Lecapeno foi coroado imperador sênior. Algumas conspirações contra o usurpador foram descobertas nos anos seguintes, e lealistas do frágil Constantino VII foram expurgados e exilados. Apesar de sua idade avançada - ele devia ter mais de 80 anos naquele tempo - em 8 de fevereiro de 921, Estêvão também caiu vítima de tais expurgos. Acusado de ter orquestrado uma conspiração para tomar o trono, ele foi exilado para a ilha de Antígona, onde foi forçado a tornar-se monge. Seus apoiantes Teófanes Tiquiota e o orfanotrofo Paulo foram também exilados.